# Mindaugas
Mindaugas är ett litauiskt mansnamn. Det tros komma från orden mintis, ’visdom’, och daug, ’mycket’.

## Personer med namnet Mindaugas
- Mindaugas I (1203–1263)
- Mindaugas II (1864–1928)